# کولیک
کولیک (به انگلیسی: Colic) در پزشکی به درد شدیدی گفته می‌شود که ابتدا به صورت تشدیدشونده پدیدار می‌گردد و پس از نقطه اوج به طور ناگهانی قطع می‌گردد. شامل این نوع‌های می‌گردد:
- کولیک کلیه (قولنج)
- کولیک صفراوی
- کولیک نوزاد
- کولیک ساده (در گویش عام دل‌پیچه)